# Dimítrios Koukoútsis
Dimítrios Koukoútsis (grec moderne : Δημήτριος Κουκούτσης) était un membre du Parlement hellénique représentant du parti Aube Dorée.

## Biographie
Lors des élections législatives grecques de mai 2012, il est élu député pour la 14e législature, qui aura duré du 6 mai 2012 au 19 mai 2012. Lors des élections législatives grecques de juin 2012, il est réélu le 17 juin 2012 à la 15e législature.
Il quitte le parti en mars 2017.